# Heterostegane pachyspila
Heterostegane pachyspila là một loài bướm đêm trong họ Geometridae.